# Bolesław Jaszczuk
Bolesław Borys Jaszczuk (ur. 25 października 1913 w Warszawie, zm. 1 stycznia 1990 tamże) – polski inżynier elektryk i polityk komunistyczny, członek Biura Politycznego i sekretarz KC PZPR, minister energetyki (1952–1956), minister przemysłu maszynowego (1956–1957), poseł na Sejm PRL II, IV i V kadencji. Budowniczy Polski Ludowej.

## Życiorys
Syn Aleksandra i Olgi. Ukończył Państwowe Gimnazjum im. Joachima Lelewela w Wilnie w 1933, następnie studiował na Politechnice Warszawskiej. Karierę polityczną zaczynał w 1933 jako członek Komunistycznego Związku Młodzieży Polski. W 1939 działacz Klubu Demokratycznego. Przez krótki okres walczył w Związku Walki Zbrojnej. W 1942 wstąpił do Polskiej Partii Robotniczej. W latach 1942–1943 jeden z dowódców Gwardii Ludowej. Więziony w niemieckich obozach koncentracyjnych Auschwitz i Mauthausen-Gusen. 
W latach 1945–1947 pełnił funkcję sekretarza Komitetu Wojewódzkiego PPR w Warszawie. Od maja 1947 do października 1948 był wiceprezydentem miasta stołecznego Warszawy, a następnie (do maja 1950) wojewodą śląskim. Od grudnia 1948 członek Polskiej Zjednoczonej Partii Robotniczej (początkowo – do marca 1959 – jako zastępca członka Komitetu Centralnego). Od 6 marca 1952 do 7 lipca 1956 minister energetyki, a następnie do 27 lutego 1957 minister przemysłu maszynowego. W latach 1957–1959 zastępca przewodniczącego Komisji Planowania przy Radzie Ministrów. Pełnił mandat poselski na Sejm PRL II, IV i V kadencji. Od marca 1959 zasiadał w KC PZPR, w tym od lipca 1963 do grudnia 1970 jako jego sekretarz odpowiedzialny za politykę gospodarczą, a jednocześnie od listopada 1964 do lipca 1968 zastępca członka i następnie (do grudnia 1970) członek Biura Politycznego KC PZPR. W 1971 został wykluczony z PZPR. W latach 1980–1981 publikował na łamach tygodnika Związku Socjalistycznej Młodzieży Polskiej „Płomienie”.
Był ambasadorem PRL w Związku Radzieckim (1959–1963). Działacz Naczelnej Organizacji Technicznej i Stowarzyszenia Elektryków Polskich. Pochowany na cmentarzu Wojskowym na Powązkach w Warszawie (kwatera C31-tuje-10).
Żonaty z Marią Jaszczukową, mieli syna Bolesława, działacza Związku Komunistów Polskich „Proletariat”.

## Ordery i odznaczenia
- Order Budowniczych Polski Ludowej (1969)[4][5]
- Order Sztandaru Pracy I klasy (dwukrotnie, w tym w 1964[6])
- Order Krzyża Grunwaldu III klasy
- Krzyż Oficerski Orderu Odrodzenia Polski
- Złoty Krzyż Zasługi
- Krzyż Walecznych
- Medal 10-lecia Polski Ludowej (17 stycznia 1955)[7]
- Medal im. Ludwika Waryńskiego (1986)[8]
- Odznaka 1000-lecia Państwa Polskiego
- Złota odznaka Polskiego Towarzystwa Ekonomicznego (1965)[9]
- Złota odznaka Stowarzyszenia Elektryków Polskich 1964)[10]
- Złota odznaka „Zasłużony działacz Związku Zawodowego Górników” (1968)[11]
- Złota Odznaka honorowa „Za Zasługi dla Warszawy” (1967)[12]
- Odznaka „Zasłużonemu Opolszczyźnie” (1968)[13]
- Odznaka „Za Zasługi dla Kielecczyzny” (1969)[14]
- Medal jubileuszowy „W upamiętnieniu 100-lecia urodzin Władimira Iljicza Lenina” (1969, Związek Radziecki)[15]